# Antonio Cañizares Llovera
Antonio Cañizares Llovera (Utiel, 15 de outubro de 1945) é um cardeal espanhol e atual Arcebispo emérito de Valência.

## Biografia
Terceiro filho de Jerónimo Cañizares, chefe dos telégrafos de Utiel, e Pilar Llovera Hernández (1915-2001), ambos originários de Benagéber. Ele residiu com sua família em Sinarcas em sua infância e juventude. Estudou no Seminário Menor de Valência e no Seminário Maior de Valência, além da Universidade Pontifícia de Salamanca, onde obteve o doutorado em teologia, com especialização em catequese.
Foi ordenado sacerdote em 21 de junho de 1970, em Sinarcas, pelo Arcebispo José María García de la Higuera, de Valência. Na arquidiocese de Valência, foi vice-pároco e delegado para a catequese. Na arquidiocese de Madrid, foi professor de teologia catequética da Universidade de Salamanca, professor de teologia fundamental no Seminário Conciliar de Madrid, coadjutor da freguesia de "San Gerardo", diretor e professor do Instituto de Ciências Religiosas e Catequese "San Dámaso", responsável pela direção de estudos no Seminário de Madrid e membro de várias comissões e secretariados da Conferência Episcopal Espanhola.
Eleito bispo de Ávila pelo Papa João Paulo II em 6 de março de 1992, foi consagrado em 25 de abril, na Catedral de Ávila, por Mario Tagliaferri, núncio apostólico na Espanha, coadjuvado pelo cardeal Angel Suquía Goicoechea, arcebispo de Madrid, e pelo cardeal Marcelo González Martín, arcebispo de Toledo. Seu lema é "Fiat Voluntas Tua" que significa "Seja feita a Tua vontade".
Promovido a arcebispo metropolitano de Granada em 10 de dezembro de 1996, foi nomeado membro da Congregação para a Doutrina da Fé, em 10 de novembro de 1996. Foi transferido para a Arquidiocese de Toledo em 24 de outubro de 2002.
Em 22 de fevereiro de 2006, foi anunciada a sua criação como cardeal pelo Papa Bento XVI, no Consistório de 24 de março, em que recebeu o barrete vermelho e o título de cardeal-presbítero de São Pancrácio. No dia 9 de dezembro de 2008 foi nomeado pelo Romano Pontífice como Prefeito da Congregação para o Culto Divino e Disciplina dos Sacramentos, substituindo o Cardeal nigeriano Francis Arinze.
Em 8 de agosto de 2014, foi feito arcebispo metropolitano de Valência, pelo Papa Francisco.
É membro dos seguintes dicastérios da Cúria Romana: Congregação para a Evangelização dos Povos e Pontifícia Comissão para a América Latina.

## Conclaves
- Conclave de 2013 - participou da eleição de Jorge Mario Bergoglio, S.J. como Papa Francisco.
- Conclave de 2025 - não participou por motivo de saúde da eleição de Robert Francis Prevost, O.S.A. como Papa Leão XIV.